# Yorckscher Marsch
La Marcia n. 1 in fa maggiore (WoO 18), nota come Yorckscher Marsch (in italiano Marcia di Yorck), è una marcia militare composta da Ludwig van Beethoven nel 1809 per la milizia boema (für die böhmische Landwehr). Fu la prima delle tre marce militari scritte da Beethoven.

## Storia
La marcia prende il nome dal generale prussiano Ludwig Yorck von Wartenburg ed è nota anche come Marsch des Yorck'schen Korps. Fu composta nel 1809, in fa maggiore, con la dedica "Marsch für die böhmische Landwehr"  (marcia per la milizia boema).
Poiché la Prussia e il suo esercito ebbero un ruolo fondamentale nella storia tedesca, la marcia viene spesso eseguita ed è una delle marce militari tedesche più importanti. È la marcia tradizionale del Wachbataillon (Battaglione Guardie presso il Ministero federale della difesa), l'unità di addestramento d'élite della Bundeswehr tedesca, e viene eseguita come marcia di apertura del Großer Zapfenstreich. È stata anche una marcia eseguita nel repertorio delle forze armate della Germania dell'Est.
Al di fuori della Germania, questa marcia viene suonata anche dalle Forze armate rivoluzionarie cubane.
Audio playback is not supported in your browser. You can download the audio file.